# Zespół Heyde’a
Zespół Heyde’a – współwystępowanie zwężenia zastawki aorty i krwawienia z przewodu pokarmowego, mającego źródło w angiodysplazjach w jelicie grubym. Zespół opisał dr Edward C. Heyde w 1958 roku. Wyjaśnieniem zespołu jest nabyta choroba von Willebranda typu IIA spowodowana zwężeniem zastawki.

## Objawy i przebieg
Krwawienie z przewodu pokarmowego objawić się może jako krwiste wymioty (hematemesis), krew w stolcu (smolisty stolec lub hematochezja). W endoskopii górnego lub dolnego odcinka przewodu pokarmowego stwierdza się zazwyczaj angiodysplazje, co w sytuacji jednoczesnego występowania u pacjenta zwężenia zastawki aorty prowadzi do rozpoznania zespołu Heyde’a. Stenoza aortalna nie musi być objawowa, często występują jednak objawy niewydolności serca, omdlenia lub ból w klatce piersiowej.

## Rozpoznanie
Testy laboratoryjne stosowane w diagnostyce choroby von Willebranda nie muszą być pozytywne, gdy nieprawidłowość jest słabo nasilona. Testy czynnościowe płytek lub elektroforeza czynnika von Willebranda zwykle wykazują zmniejszenie frakcji ULVWF (niezwykle dużych multimerów vWF).